# Championnat du monde de vitesse moto 2000
Navigation
Édition précédente Édition suivante
Le Championnat du monde de vitesse moto 2000 est la 52e saison de vitesse moto organisée par la FIM.

Ce championnat comporte seize courses de Grand Prix, pour trois catégories : 500 cm3, 250 cm3 et 125 cm3.

## Attribution des points
Les points du championnat sont attribués aux quinze premiers de chaque course :
| Classement | 1  | 2  | 3  | 4  | 5  | 6  | 7 | 8 | 9 | 10 | 11 | 12 | 13 | 14 | 15 |
| ---------- | -- | -- | -- | -- | -- | -- | - | - | - | -- | -- | -- | -- | -- | -- |
| Points     | 25 | 20 | 16 | 13 | 11 | 10 | 9 | 8 | 7 | 6  | 5  | 4  | 3  | 2  | 1  |

## Grand Prix de la saison 2000
| Date         | Grand Prix                       | Circuit         | Résultat |
| 19 mars      | Grand Prix d'Afrique du Sud      | Phakisa         | Résultat |
| 2 avril      | Grand Prix de Malaisie           | Sepang          | Résultat |
| 9 avril      | Grand Prix du Japon              | Suzuka          | Résultat |
| 30 avril     | Grand Prix d'Espagne             | Jerez           | Résultat |
| 14 mai       | Grand Prix de France             | Circuit Bugatti | Résultat |
| 28 mai       | Grand Prix d'Italie              | Mugello         | Résultat |
| 11 juin      | Grand Prix de Catalogne          | Catalunya       | Résultat |
| 24 juin      | Grand Prix des Pays-Bas          | Assen           | Résultat |
| 9 juillet    | Grand Prix de Grande-Bretagne    | Donington Park  | Résultat |
| 23 juillet   | Grand Prix d'Allemagne           | Sachsenring     | Résultat |
| 20 août      | Grand Prix de République tchèque | Brno            | Résultat |
| 3 septembre  | Grand Prix du Portugal           | Estoril         | Résultat |
| 17 septembre | Grand Prix de Valence            | Valencia        | Résultat |
| 7 octobre    | Grand Prix de Rio de Janeiro     | Rio de Janeiro  | Résultat |
| 15 octobre   | Grand Prix du Pacifique          | Motegi          | Résultat |
| 29 octobre   | Grand Prix d'Australie           | Phillip Island  | Résultat |

## Résultats

### 500cm³
| Date         | Grand Prix                       | Vainqueur        | Deuxième         | Troisième         |
| 19 mars      | Grand Prix d'Afrique du Sud      | Garry McCoy      | Carlos Checa     | Loris Capirossi   |
| 2 avril      | Grand Prix de Malaisie           | Kenny Roberts Jr | Carlos Checa     | Garry McCoy       |
| 9 avril      | Grand Prix du Japon              | Norick Abe       | Kenny Roberts Jr | Tadayuki Okada    |
| 30 avril     | Grand Prix d'Espagne             | Kenny Roberts Jr | Carlos Checa     | Valentino Rossi   |
| 14 mai       | Grand Prix de France             | Álex Crivillé    | Norick Abe       | Valentino Rossi   |
| 28 mai       | Grand Prix d'Italie              | Loris Capirossi  | Carlos Checa     | Jeremy McWilliams |
| 11 juin      | Grand Prix de Catalogne          | Kenny Roberts Jr | Norick Abe       | Valentino Rossi   |
| 24 juin      | Grand Prix des Pays-Bas          | Alex Barros      | Álex Crivillé    | Loris Capirossi   |
| 9 juillet    | Grand Prix de Grande-Bretagne    | Valentino Rossi  | Kenny Roberts Jr | Jeremy McWilliams |
| 23 juillet   | Grand Prix d'Allemagne           | Alex Barros      | Valentino Rossi  | Kenny Roberts Jr  |
| 20 août      | Grand Prix de République tchèque | Max Biaggi       | Valentino Rossi  | Garry McCoy       |
| 3 septembre  | Grand Prix du Portugal           | Garry McCoy      | Kenny Roberts Jr | Valentino Rossi   |
| 17 septembre | Grand Prix de Valence            | Garry McCoy      | Kenny Roberts Jr | Max Biaggi        |
| 7 octobre    | Grand Prix de Rio de Janeiro     | Valentino Rossi  | Alex Barros      | Garry McCoy       |
| 15 octobre   | Grand Prix du Pacifique          | Kenny Roberts Jr | Valentino Rossi  | Max Biaggi        |
| 29 octobre   | Grand Prix d'Australie           | Max Biaggi       | Loris Capirossi  | Valentino Rossi   |

### 250cm³
| Date         | Grand Prix                       | Vainqueur      |
| 19 mars      | Grand Prix d'Afrique du Sud      | Shinya Nakano  |
| 2 avril      | Grand Prix de Malaisie           | Shinya Nakano  |
| 9 avril      | Grand Prix du Japon              | Daijiro Kato   |
| 30 avril     | Grand Prix d'Espagne             | Ralf Waldmann  |
| 14 mai       | Grand Prix de France             | Tohru Ukawa    |
| 28 mai       | Grand Prix d'Italie              | Shinya Nakano  |
| 11 juin      | Grand Prix de Catalogne          | Olivier Jacque |
| 24 juin      | Grand Prix des Pays-Bas          | Tohru Ukawa    |
| 9 juillet    | Grand Prix de Grande-Bretagne    | Ralf Waldmann  |
| 23 juillet   | Grand Prix d'Allemagne           | Olivier Jacque |
| 20 août      | Grand Prix de République tchèque | Shinya Nakano  |
| 3 septembre  | Grand Prix du Portugal           | Daijiro Kato   |
| 17 septembre | Grand Prix de Valence            | Shinya Nakano  |
| 7 octobre    | Grand Prix de Rio de Janeiro     | Daijiro Kato   |
| 15 octobre   | Grand Prix du Pacifique          | Daijiro Kato   |
| 29 octobre   | Grand Prix d'Australie           | Olivier Jacque |

### 125cm³
| Date         | Grand Prix                       | Vainqueur         |
| 19 mars      | Grand Prix d'Afrique du Sud      | Arnaud Vincent    |
| 2 avril      | Grand Prix de Malaisie           | Roberto Locatelli |
| 9 avril      | Grand Prix du Japon              | Youichi Ui        |
| 30 avril     | Grand Prix d'Espagne             | Emilio Alzamora   |
| 14 mai       | Grand Prix de France             | Youichi Ui        |
| 28 mai       | Grand Prix d'Italie              | Roberto Locatelli |
| 11 juin      | Grand Prix de Catalogne          | Simone Sanna      |
| 24 juin      | Grand Prix des Pays-Bas          | Youichi Ui        |
| 9 juillet    | Grand Prix de Grande-Bretagne    | Youichi Ui        |
| 23 juillet   | Grand Prix d'Allemagne           | Youichi Ui        |
| 20 août      | Grand Prix de République tchèque | Roberto Locatelli |
| 3 septembre  | Grand Prix du Portugal           | Emilio Alzamora   |
| 17 septembre | Grand Prix de Valence            | Roberto Locatelli |
| 7 octobre    | Grand Prix de Rio de Janeiro     | Simone Sanna      |
| 15 octobre   | Grand Prix du Pacifique          | Roberto Locatelli |
| 29 octobre   | Grand Prix d'Australie           | Masao Azuma       |

## Classement des pilotes 500cm³
| Pos | Pilote           | Moto   | RSA | MAL | JAP | ESP | FRA | ITA | CAT | NED | GBR | GER | CZE | POR | VAL | RIO | PAC | AUS | Pts |
| --- | ---------------- | ------ | --- | --- | --- | --- | --- | --- | --- | --- | --- | --- | --- | --- | --- | --- | --- | --- | --- |
| 1   | Kenny Roberts Jr | Suzuki | 6   | 1   | 2   | 1   | 6   | 6   | 1   | Ab. | 2   | 3   | 4   | 2   | 2   | 6   | 1   | 7   | 258 |
| 2   | Valentino Rossi  | Honda  | Ab. | Ab. | 11  | 3   | 3   | 12  | 3   | 6   | 1   | 2   | 2   | 3   | Ab. | 1   | 2   | 3   | 209 |
| 3   | Max Biaggi       | Yamaha | Ab. | 4   | Ab. | Ab. | Ab. | 9   | 5   | 4   | 9   | 4   | 1   | 4   | 3   | 5   | 3   | 1   | 170 |
| 4   | Alex Barros      | Honda  | 4   | 8   | 7   | 5   | 5   | Ab. | Ab. | 1   | 14  | 1   | Ab. | 10  | 5   | 2   | 7   | 4   | 163 |
| 5   | Garry McCoy      | Yamaha | 1   | 3   | 9   | Ab. | 4   | Ab. | 16  | 15  | 17  | 10  | 3   | 1   | 1   | 3   | Ab. | 5   | 161 |
| Pos | Pilote           | Moto   | RSA | MAL | JAP | ESP | FRA | ITA | CAT | NED | GBR | GER | CZE | POR | VAL | RIO | PAC | AUS | Pts |

| Couleur | Résultat                     |
| ------- | ---------------------------- |
| Or      | Vainqueur                    |
| Argent  | 2e place                     |
| Bronze  | 3e place                     |
| Vert    | Terminé, dans les points     |
| Bleu    | Terminé, pas dans les points |
| Violet  | Abandon (Ab.) ou (Ret)       |
| Violet  | Non classé (NC)              |
| Rouge   | Pas qualifié (DNQ)           |
| Noir    | Disqualifié (DSQ)            |
| Blanc   | Pas au départ (DNS)          |
| Blanc   | Forfait (WD)                 |
| Blanc   | N'a pas participé (DNP)      |
| Blanc   | Blessé (INJ)                 |
| Blanc   | Exclu (EX)                   |
| Blanc   | Course annulée (C)           |

Système d’attribution des points
| Position | 1er | 2e | 3e | 4e | 5e | 6e | 7e | 8e | 9e | 10e | 11e | 12e | 13e | 14e | 15e |
| Points   | 25  | 20 | 16 | 13 | 11 | 10 | 9  | 8  | 7  | 6   | 5   | 4   | 3   | 2   | 1   |

| Clas. | Pilote           | Pays       | Constructeur | Nombre de points |
| ----- | ---------------- | ---------- | ------------ | ---------------- |
| 1er   | Kenny Roberts Jr | États-Unis | Suzuki       | 258              |
| 2e    | Valentino Rossi  | Italie     | Honda        | 209              |
| 3e    | Max Biaggi       | Italie     | Yamaha       | 170              |
| 4e    | Alex Barros      | Brésil     | Honda        | 163              |
| 5e    | Garry McCoy      | Australie  | Yamaha       | 161              |
| 6e    | Carlos Checa     | Espagne    | Yamaha       | 155              |
| 7e    | Loris Capirossi  | Italie     | Honda        | 154              |
| 8e    | Norifumi Abe     | Japon      | Yamaha       | 147              |
| 9e    | Álex Crivillé    | Espagne    | Honda        | 122              |
| 10e   | Nobuatsu Aoki    | Japon      | Suzuki       | 116              |

## Classement des pilotes 250cm³
| Clas. | Pilote          | Pays      | Constructeur | Nombre de points |
| ----- | --------------- | --------- | ------------ | ---------------- |
| 1er   | Olivier Jacque  | France    | Yamaha       | 279              |
| 2e    | Shinya Nakano   | Japon     | Yamaha       | 272              |
| 3e    | Daijiro Kato    | Japon     | Honda        | 259              |
| 4e    | Tohru Ukawa     | Japon     | Honda        | 239              |
| 5e    | Marco Mélandri  | Italie    | Aprilia      | 159              |
| 6e    | Anthony West    | Australie | Honda        | 146              |
| 7e    | Ralf Waldmann   | Allemagne | Aprilia      | 143              |
| 8e    | Franco Battaini | Italie    | Aprilia      | 96               |
| 9e    | Sebastian Porto | Argentine | Yamaha       | 83               |
| 10e   | Naoki Matsudo   | Japon     | Yamaha       | 79               |

## Classement des pilotes 125cm³
| Clas. | Pilote            | Pays    | Constructeur | Nombre de points |
| ----- | ----------------- | ------- | ------------ | ---------------- |
| 1er   | Roberto Locatelli | Italie  | Aprilia      | 230              |
| 2e    | Youichi Ui        | Japon   | Derbi        | 217              |
| 3e    | Emilio Alzamora   | Espagne | Honda        | 203              |
| 4e    | Masao Azuma       | Japon   | Honda        | 174              |
| 5e    | Noboru Ueda       | Japon   | Honda        | 152              |
| 6e    | Simone Sanna      | Italie  | Aprilia      | 132              |
| 7e    | Arnaud Vincent    | France  | Aprilia      | 131              |
| 8e    | Mirko Giansanti   | Italie  | Honda        | 129              |
| 9e    | Gino Borsoi       | Italie  | Aprilia      | 112              |
| 10e   | Ivan Goi          | Italie  | Honda        | 107              |